# Patrick Rocca
 (août 2014).
Patrick Rocca, né le 10 septembre 1947, est un acteur et chanteur d'opéra français.
Il a été le commissaire divisionnaire Darzac durant de nombreuses années dans la série télévisée Julie Lescaut diffusée sur TF1.
Au cinéma, il a notamment joué aux côtés de Jean-Paul Belmondo dans Flic ou Voyou en 1979 et Joyeuses Pâques en 1984.

## Théâtre
- 1991 : Les Misérables - A. Boubil / C.M. Schönberg
- 1994 : La résistible ascension d’Arturo Ruy - Jérôme Savary
- 1995-96 : Monsieur de Saint-Futile - Jean-Luc Moreau
- 1995 : Mère Courage - Jérôme Savary
- 1999 : La cage aux folles - Alain Marcel
- 1999 : La poudre aux yeux - Robert Fortune
- 2000 : Irma la douce - Jérôme Savary
- 2006 : La dernière nuit pour Marie Stuart - Didier Long
- 2014 : Ladies night - Thierry Lavat

## Filmographie

### Cinéma

#### Longs métrages
- 1979 : Flic ou Voyou de Georges Lautner
- 1981 : Est-ce bien raisonnable? de Georges Lautner
- 1984 : Joyeuses Pâques de Georges Lautner
- 1985 : Le Facteur de Saint-Tropez de Richard Balducci
- 1987 : Poule et frites de Luis Rego
- 1992 : L.627 de Bertrand Tavernier
- 1992 : Max et Jérémie de Claire Devers
- 1994 : La Fille de d'Artagnan de Bertrand Tavernier
- 1997 : Dobermann de Jan Kounen
- 1997 : Droit dans le mur de Pierre Richard
- 1997 : Comme des rois de François Velle
- 1998 : La Voie est libre de Stéphane Clavier
- 2000 : Six-Pack de Alain Berbérian
- 2003 : Après la pluie, le beau temps de Nathalie Schmidt
- 2004 : Le Fantôme de l'Opéra de Joel Schumacher
- 2004 : L'Ennemi naturel de Pierre-Erwan Guillaume
- 2005 : L'Amour aux trousses de Philippe de Chauveron
- 2016 : Frank & Lola de Matthew Ross
- 2020 : Mine de rien de Mathias Mlekuz
- 2022 : Chœur de rockers d'Ida Techer et Luc Bricault
- 2023 : Garder ton nom de Vincent Duquesne

### Télévision

#### Téléfilms
- 1981 : La Tosca de Pierre Cavassilas
- 1981 : Chambre 17 de Philippe Ducrest
- 1992 : La Femme de l'ombre de Thierry Chabert
- 1993 : Un otage de trop de Philippe Galland
- 1994 : Le Dernier Tour de Thierry Chabert
- 1999 : Mort d'un conquérant de Thierry Chabert
- 2007 : Train hôtel de Lluís Maria Güell
- 2009 : La Saison des immortelles de Henri Helman
- 2012 : On se quitte plus de Laurence Katrian
- 2013 : La Rupture de Laurent Heynemann : Olivier Guichard
- 2015 : Meurtres à l'île d'Yeu de François Guérin : Lionel Catignon
- 2017 : Les Mystères de l'île de François Guérin : André
- 2018 : Les Disparus de Valenciennes de Elsa Bennett et Hyppolyte Dard
- 2021 : Laval, le collaborateur de Laurent Heynemann
- 2023 : Meurtres sur les Îles de Lérins d'Anne Fassio
- 2024 : Les Bois assassins d'Anne Fassio : André Teyssier
- 2025 : Maudits de Chloé Micout : Fernand

#### Séries télévisées
- 1994 : Navarro (épisode Les Gens de peu)
- 1995 : François Kléber (épisode Le Pas en avant)
- 1996 - 2007 : Julie Lescaut  (saisons 5 à 16) : Commissaire divisionnaire Alain Darzac
- 1999 - 2003 : La Kiné : Docteur Leroux
- 1999 : Chère Marianne de Pierre Joassin
- 2002 : Famille d'accueil (épisode Une mère à tout prix)
- 2004 : La crim' (épisode M.E.)
- 2005 : Les Cordier, juge et flic (épisode Copie conforme)
- 2005 : Vénus & Apollon (épisode Soin larmes de caviar)
- 2007 : Avocats & associés (épisode La Lutte finale)
- 2009 : Femmes de loi (épisode Cœur de lion)
- 2010 : Sur le fil (épisode Opération Caïman) : Bourdet
- 2011 : Les Beaux Mecs : Tonton
- 2013 : Candice Renoir (épisode Plus on est de fous, plus on rit)
- 2014 : Métal Hurlant Chronicles : Roi Tobias
- 2015 : Chefs : Renard
- 2015 : Templeton : Le Maire
- 2015 : Cherif (épisode Bonheur à Vendre)
- 2016 : Caïn (épisodes Révision et Infiltrée)
- 2016 - 2020 : Baron noir : Alain Chistera
- 2017 - 2018 : Demain nous appartient : Léonard Vallorta (épisodes 1-195)
- 2019 : Crimes parfaits (épisode Pas de Fumée Sans Feu)
- 2021 : Prière d'enquêter (épisode  Un si long chemin) de Laurence Katrian : Bernard
- 2021 : 6xCONFINÉ•E•S (épisode L'art de vivre) : Marc
- 2022 :  L'Île prisonnière: Georges
- 2023 : Lupin (saison 2, épisode 7) : Colonel François de Criqui[1]
- 2024 : L'Éclipse de Franck Brett : Jean Germain

## Doublage

### Films d'animation
- 1995 : Pocahontas : Une légende indienne : le gouverneur Ratcliffe (chant)
- 1998 : Pocahontas 2 : Un monde nouveau : Gouverneur Ratcliffe (chant)
- 2000 : La Petite Sirène 2 : Retour à l'océan : Grimsby (chant)
- 2022 : Le Pharaon, le Sauvage et la Princesse : le général (Pharaon !), le seigneur (Le Beau Sauvage)